# خورشیدگرفتگی ۲۲ نوامبر ۱۹۱۹
خورشیدگرفتگی ۲۲ نوامبر ۱۹۱۹ (به انگلیسی: Solar eclipse of November 22, 1919) یک خورشیدگرفتگی از نوع خورشیدگرفتگی حلقه‌ای است. این خورشیدگرفتگی در تاریخ ۲۲ نوامبر ۱۹۱۹ میلادی (‎۳۰ آبان ۱۲۹۸ خورشیدی) روی داد که زمان اوج آن، ساعت ۱۵:۱۴:۱۲ به‌وقت ساعت هماهنگ جهانی بوده‌است. مدت زمان و طول این خورشیدگرفتگی ۱۱ دقیقه و ۳۷ ثانیه بود.